# Gran sello del estado de Dakota del Sur
El gran sello del estado de Dakota del Sur fue diseñado mientras que la zona fue un territorio, en 1885. La corona circular del sello contiene el texto State of South Dakota (Estado de Dakota del Sur) en la parte superior y Great Seal (Gran Sello) en la parte inferior, así como el año de su condición de Estado, 1889. Dentro del círculo interno del sello contiene el lema del estado, Under God the People Rule (Bajo Dios, la ley del pueblo). La imagen presenta colinas, un río con un barco, un agricultor, una mina y el ganado. Los elementos de la imagen son para representar el comercio, la industria y los recursos naturales del estado.